# Velloreille-lès-Choye
Velloreille-lès-Choye là một xã ở tỉnh Haute-Saône trong vùng Franche-Comté phía đông Pháp. Xã có diện tích 4,13 kilômét vuông, dân số năm 2006 là 71 người. Khu vực này có độ cao từ 209-262 mét trên mực nước biển.